# 亞什庫爾區

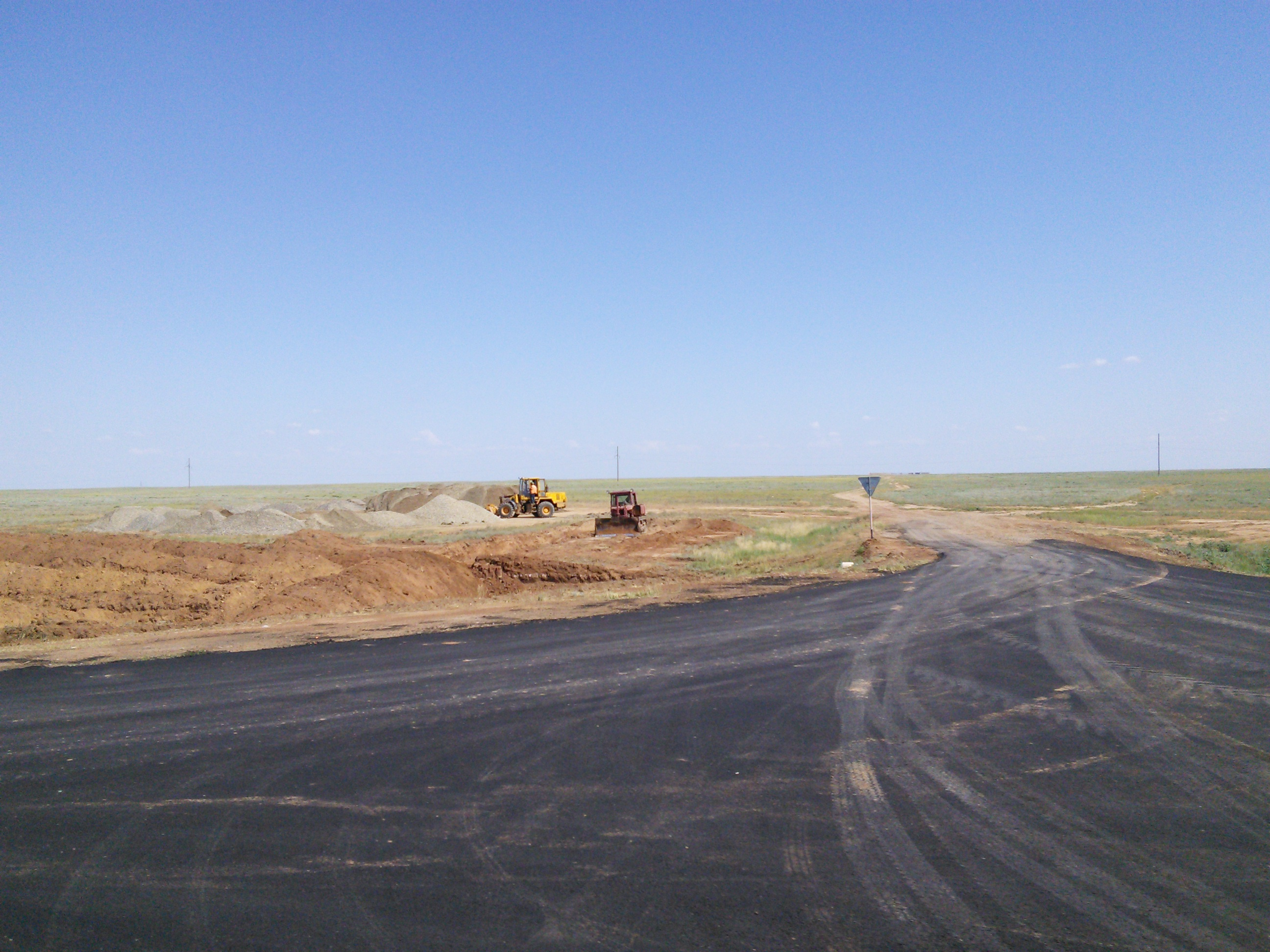

46°10′N 45°21′E / 46.167°N 45.350°E
亞什庫爾區（俄语：Яшкульский район），是俄羅斯的一個區，位於該國西南部，由卡爾梅克共和國負責管轄，始建於1920年，面積11,769.3平方公里，2010年人口15,270，人口密度每平方公里1.3人。